# Gregorio Urrutia
Gregorio Urrutia Venegas (San Carlos, Chile, 1830-Santiago, ibídem, 10 de septiembre de 1897) fue un militar chileno que hizo carrera en el Ejército de Chile, llegando a tener el grado de general de brigada. Tuvo varios cargos militares y participó en cuatro contiendas bélicas. También fue diputado y empresario de una compañía que construía líneas ferroviarias.  
Es conocido por su actuación en la ocupación de la Araucanía, entre 1862 y 1883, concurriendo activamente durante el sostenido proceso para incorporar aquella región histórica a Chile y también a sus habitantes, el pueblo mapuche. Fue además el comandante que dirigió las últimas operaciones en la zona, consolidando el dominio chileno en aquel territorio. Fundó varios poblados y también refundó algunos otros que en la actualidad son parte de la Región de la Araucanía.

## Familia Urrutia
Los Urrutia descienden de tres hermanos vizcaínos que llegaron al Perú en 1771, y que eran parientes del general español José de Urrutia, que fuera mariscal de campo y capitán general de Cataluña. Estos tres hermanos se llamaban José, Juan y Tomas; siendo los dos últimos los que se vinieron a Chile, estableciéndose ambos en Parral. Fueron padres de numerosa progenie.
Su padre fue Venancio Urrutia Manrique de Lara y su madre Jesús Venegas Bahamonde, quienes tuvieron nueve hijos, entre ellos Gregorio. Contrajo matrimonio con Lina Luisa Barbosa Puga, con la cual tuvo cuatro hijos.

## Primeros años

### Inicio en la carrera militar
Inicialmente ingresó a la Universidad de Chile para comenzar estudios superiores, pero los dejó para entrar a la Escuela Militar. Se incorporó en el ejército el 22 de octubre de 1853, iniciando su carrera como alférez portaestandarte del Escuadrón Lanceros. En su juventud se destacó por ser un hombre culto y amante de la literatura clásica. Conocía varias idiomas, entre ellos el latín y el griego. También se interesó por los adelantos científicos de la época, lo que posteriormente le sería útil en su labor en la Araucanía.  
Para el 6 de enero de 1856 era ya subteniente del Estado Mayor de Plaza y se le nombró ayudante de la Comandancia General de Armas de Santiago. El 27 de mayo de 1858 ascendió a teniente y pasó a prestar servicio en el Batallón 2.º de Línea.

### Revolución de 1859
Con el estallido de la revolución de 1859, su primera contienda militar, se unió con su batallón ya mencionado a las fuerzas del gobierno de Manuel Montt para enfrentar a los rebeldes liberales.
Estuvo en la campaña sobre el norte y sur del país. El 12 de mayo del mismo año, combatió en el hecho de armas de Copiapó, bajo las órdenes del teniente coronel José Antonio Villagrán, y el 29 de abril participó en la decisiva batalla de Cerro Grande, bajo las órdenes del general Juan Vidaurre-Leal. Fue recomendado especialmente por su actuación en esta última batalla y ascendido a capitán. El 18 de septiembre estuvo entre las fuerzas leales enviadas a sofocar el motín revolucionario de Valparaíso, siendo la última acción militar de la guerra, con la cual cesan las hostilidades dentro del país.

## Ocupación de la Araucanía

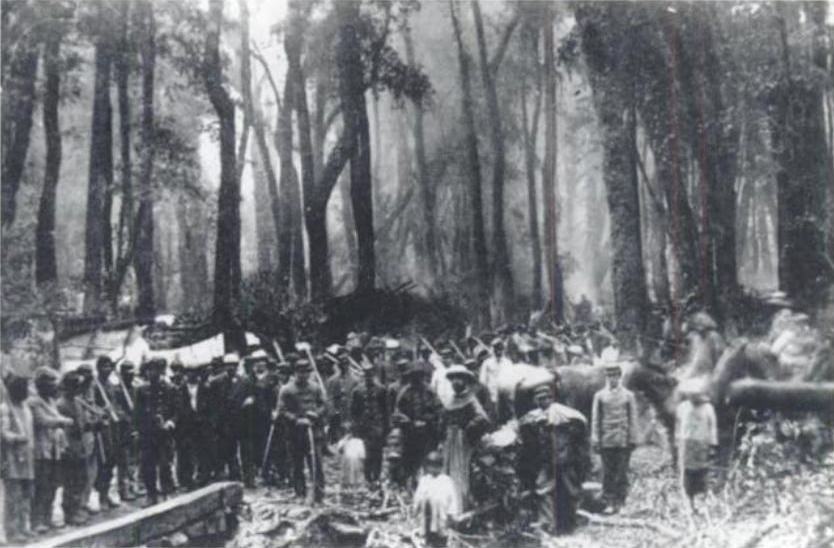
Tropas del Ejército de Chile en las ruinas de la ciudad de Villarrica.

En 1862 integró el Cuerpo de Asamblea y fue destinado al ejército que inició la ocupación de la Araucanía, realizando varias entradas al interior de esa región y participando en varios hechos de armas. Primero desde enero de 1862 hasta diciembre de 1865, luego desde diciembre de 1866 hasta noviembre de 1871 y desde abril de 1878 hasta noviembre de 1879.

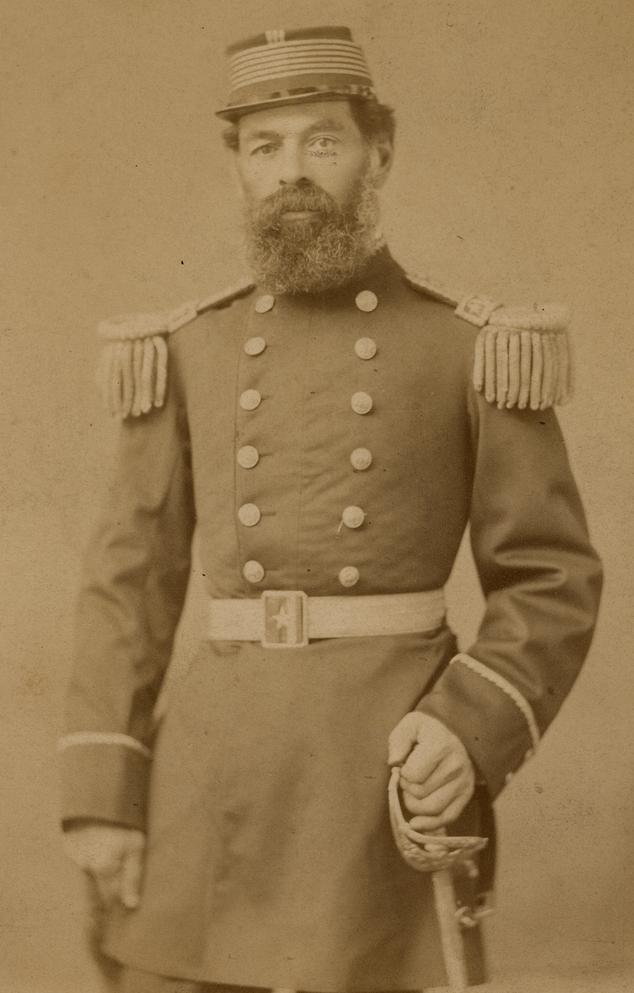
Gregorio Urrutia durante la Ocupación de la Araucanía.

El 12 de enero de 1862 participó en el ataque a las vegas del río Cautín, a las órdenes del sargento mayor Emeterio Letelier. El 23 de febrero de 1863, fue nombrado instructor de los escuadrones cívicos N.º 1 y N.º 3 del Departamento de Arauco y de la compañía cívica de infantería de Lebu. El 15 de enero de 1864, fue nombrado comandante en comisión de la brigada cívica de infantería de Arauco. El 28 de diciembre fue nombrado mayor en comisión del batallón cívico de Lota y Coronel.
Entre el 24 de diciembre de 1865 hasta el 6 de diciembre de 1866, permaneció en el fuerte costero de Lota debido a la amenaza de la escuadra española, durante la llamada guerra contra España. Esta guerra paralizó momentáneamente las operaciones del ejército chileno en la Araucanía. El 10 de julio de 1866 fue nombrado comandante en comisión de la brigada cívica de infantería de Lota y en ese mismo año ascendió a sargento mayor. 
En 1869 ascendió a teniente coronel y el 23 de julio de ese año fue nombrado, por un periodo de tres años, gobernador del Departamento de Lebu. El 17 de diciembre de 1870 es nombrado ayudante general del Estado Mayor del Ejército en «La Frontera». Durante todos estos años, bajo las órdenes del comandante de la Baja Frontera Cornelio Saavedra, tuvo participación directa en la formación de los pueblos de Lebu, Cañete, Purén, Lumaco y Toltén, y de los fuertes de Contulmo, Pangueco, Quidico y Quele.
En 1872 pidió el retiro temporal del ejército y en 1877 se reincorporó, siendo nombrado el 6 de septiembre de ese año gobernador y comandante militar de Lumaco. Como lugarteniente y hombre de confianza de Saavedra, se le encomendó adelantar la línea del Malleco para establecer la línea del Traiguén, lo que realizó de 1877 a 1879. Asumió también el mando del Regimiento Zapadores, cuerpo militar que había sido recientemente creado y con el cual llevaría a cabo durante el avance trabajos como la apertura de caminos, construcción de edificios, tendido telegráfico, entre otros. Fundó la plaza de Traiguén, que al poco tiempo se volvió el poblado más importante de la zona después de Angol. También estableció en posiciones estratégicas los fuertes Mirador, Lebuluán y Adehuencul para contener cualquier intento de ataque de las grupos arribanos. Durante el avance procuró un buen trato con el pueblo mapuche, obteniendo la simpatía de los grupos vecinos de las poblaciones que había establecido, evitó ofenderles y castigó algunos excesos cometidos por oficiales o soldados. Finalizó con éxito su labor y sin haber utilizado las armas, incorporando al territorio chileno por medios pacíficos una extensión de más de 100.000 km², gastando en la empresa un poco más de $12.000 pesos chilenos de la época. Durante las operaciones de 1879 fue nombrado el 8 de enero para reemplazar al general en jefe del Ejército del Sur y el 21 de abril fue nombrado comandante en jefe de ese ejército. En ese año también ascendió a coronel.

## Guerra del Pacífico
Con la declaración de guerra de Chile a Perú y Bolivia el 5 de abril de 1879, detuvo sus trabajos en la línea del Traiguén y se trasladó al norte para unirse al ejército de operaciones de la zona, que fue sucesivamente mandado por los generales Erasmo Escala y Manuel Baquedano.
El 28 de diciembre fue nombrado delegado de la Intendencia General del Ejército y Armada en campaña. Acompañó como asesor militar al ministro de guerra Rafael Sotomayor en sus labores hasta pocos días antes de su fallecimiento en mayo de 1880. Durante la campaña de Tacna y Arica, atendió en forma altamente satisfactoria los servicios de retaguardia de tipo logístico en la batalla del Alto de la Alianza y la batalla de Arica, el 26 de mayo y 7 de junio respectivamente, a pesar de contar con escasos elementos de transporte y reducido personal de empleados. El día anterior a la segunda batalla mencionada, se encontró a bordo de la escuadra chilena en el bombardeo de Arica.
El 8 de noviembre, durante la campaña de Lima, fue nombrado jefe del Estado Mayor de la I División del ejército de operaciones, bajo el mando de Patricio Lynch. Estuvo presente en la batalla de Chorrillos y la batalla de Miraflores, que se libraron el 13 y el 15 de enero de 1881. Después de la última batalla mencionada, partió con la división de Lynch al Callao, a fin de asegurar el orden en la ciudad. Durante la ocupación de Lima desempeñó sus últimas funciones en la guerra colaborando con la organización de los servicios públicos, la instalación de las aduanas y el funcionamiento de los almacenes y dependencias en general.
Por su actuación en la guerra recibió varias condecoraciones. El 1 de septiembre de 1880 se le concedió una medalla de oro que le correspondió por la primera campaña de la guerra y una barra de oro por haberse encontrado en una acción de guerra, y el 14 de enero de 1882 se le concedió una medalla de oro por la campaña de Lima y dos barras del mismo metal por su actuación en las batallas de Chorrillos y Miraflores.

## Nuevamente en la Araucanía
A comienzos de 1881 comenzó a germinar en la Araucanía un nuevo alzamiento mapuche contra la ocupación chilena, por lo que el presidente Aníbal Pinto requirió nuevamente sus servicios en la zona por su experiencia anterior. El 16 de marzo fue nombrado jefe del Estado Mayor del Ejército del Sur, y el 16 de mayo, durante las operaciones que realizaba en la Araucanía, asumió como comandante en jefe interino del mismo ejército. Fue también nombrado, por un periodo de tres años, intendente del departamento de Angol. 
Al llegar a Traiguén, se informó de la situación de la zona y pasó a tomar diversas medidas como el aprovisionamiento de los cuarteles y establecer conductas para el trato con los mapuches. En Collipulli organizó una división y en la ribera sur del río Traiguén construyó el fuerte Victoria. Con este fuerte cerró la única puerta de comunicación que quedaba entre las tribus arribanas y las abajinas. También estableció los fuertes Curacautín, Nupangue y Ñielol. Luego procedió a combatir a los mapuches sublevados, contienda que duró doce días y en ella perecieron casi todos los caciques rebeldes que se habían refugiado en la cadena de cerros del Ñielol, centro y guarida de la resistencia mapuche.
En noviembre de ese mismo año volvió a enfrentar un nuevo levantamiento mapuche al que también logró aplastar. El 16 de julio del año siguiente es nombrado comandante en propiedad del Ejército del Sur. Fundó en ese año la plaza de Nueva Imperial y los fuertes de Carahue, Galvarino, Cholchol y Freire.
En 1883 fundó la plaza de Pucón y los fuertes Villarrica, Meuquen, Palguin y Cunco. Con la expedición sobre Villarrica lograría completar la ocupación de la Araucanía, celebrando un parlamento de paz con los grupos mapuches de la zona.

## Últimos años

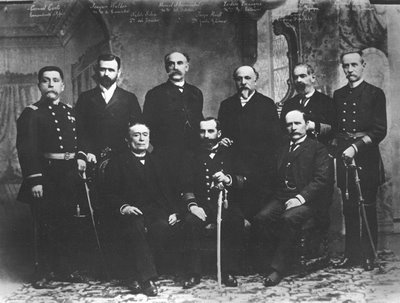
Fotografía de los miembros que conformaron la Junta de Iquique de 1891. Urrutia está al lado derecho de los que están parados, el penúltimo.

Finalizada la ocupación de la Araucanía, fue nombrado el 26 de octubre como comandante en jefe de la división de Tacna y Arica, y el 5 de junio del año siguiente fue nombrado inspector general el Ejército del Sur. El 28 de febrero de 1885 fue nombrado subinspector del ejército y el 5 de junio fue nombrado inspector general interino del ejército. Como militante del Partido Liberal fue elegido ese año, por un período de cuatro años, diputado por el Departamento de Itata.
En 1887 ascendió a general de brigada, y el 23 de agosto de ese año fue nombrado inspector general de la Guardia Nacional de Chile. Como militante del mismo partido mencionado fue elegido ese año, por un periodo de cuatro años, diputado por el Departamento de Collipulli. Integró además la Comisión de Guerra y Marina. Por esos años había fundado en compañía de otro camarada de armas una empresa dedicada la construcción de líneas de ferrocarriles, la cual se mantuvo por varios años a pesar de los vaivenes del país y cooperó en el desarrollo de la Araucanía.
En 1891 se unió al bando congresista que buscaba derrocar al presidente José Manuel Balmaceda, formando parte de la Junta de Gobierno de Iquique que era liderada por Jorge Montt. Fue nombrado asesor del ejército congresista y dirigió las primeras acciones militares de la guerra civil de ese año en el teatro norte del país. Retirado definitivamente del ejército después de la guerra, se dedicó al manejo de la empresa que había creado. Falleció en Santiago, el 10 de septiembre de 1897.